# Matudanthus nanus
Matudanthus nanus là một loài thực vật có hoa trong họ Commelinaceae. Loài này được (M.Martens & Galeotti) D.R.Hunt mô tả khoa học đầu tiên năm 1978.